# Nádassy József
Nádassy József, Nádasy (Kolozsvár, 1874. szeptember 3. – Makó, 1925. augusztus 5.) magyar színész, színigazgató.

## Életútja
Szülei: Nádas József és Felix Róza voltak. Színészakadémiát végzett, s 1893. március 28-án lépett színpadra Tiszay Dezső társulatánál Kassán. 1898-ban Pécsett a társulat titkára, egy év után művezető, majd 1901 októberében igazgató lett. 1905–1912 között Sopronban és Makón működött. 1911-ben megpályázta a szabadkai színházat, ahol 1912-ben megkezdte működését és megszakítás nélkül játszott 1918-ig. Az első világháború éveiben súlyos helyzetbe került a szabadkai színház és 1915-ben, egy téli éjszakán le is égett az intézmény. Nádassyt ekkor érte a legnagyobb kár, ruhatárának, színpadi felszerelésének nagy része a lángok martaléka lett. Már-már az volt a helyzet, hogy hosszú időre megszűnik a szabadkai színházi élet, Nádassy azonban addig kilincselt, amíg a város vezetősége belátva a színház kulturális jelentőségét, új hajlékot teremtett a színjátéknak, kicsiny teremben, szegényes színpadon folytak le ezután az előadások, oly nehézségek között, amelyekkel csak Nádassy mert dacolni. 1918-ban Szabadkán megszűnt a magyar színészet. Nádassy is búcsút mondott ennek a városnak, visszatért első állomására, Pécsre, ahol új társulatot szervezett. Két évig küzdött még Pécsett, de belefáradva az eredménytelen harcba, végképp megvált a színháztól. Makón telepedett le, ahol gazdálkodott. Hosszú éveken át tagja volt a Színészegyesület tanácsának. 1925. január 1-jén nyugalomba vonult. Neje Takács Jolán, színésznő (1872, Pécs – 1919. jan. 2, Szabadka). 1895. október 14-én Debrecenben kötöttek házasságot.

## Fontosabb szerepei
- Frici (Szigeti J.: A vén bakancsos és fia, a huszár)
- Vun Chi (Jones: Gésák)